# Miguel Corte Real

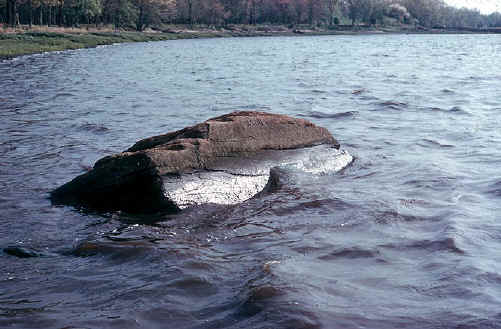
A pedra de Dighton.

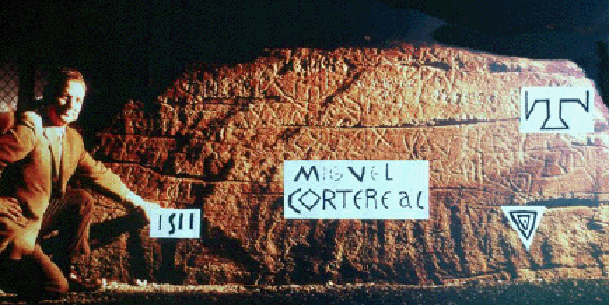
Fotografia da Pedra de Dighton, onde o Prof. Edmund Delabarre decifra Miguel Cortereal, a cruz da Ordem de Cristo e a data de 1511.

Miguel Corte-Real (c. 1448 – no mar, c. 1502) foi navegador português desaparecido nas costas atlânticas da América do Norte por volta de 1502. Terá explorado cerca de 600 milhas ao longo das costas da Península do Labrador e o seu desaparecimento em 1502, presumivelmente por naufrágio, deu origem a várias pesquisas e teses controversas, a mais conhecida das quais é do seu naufrágio nas costas da Nova Inglaterra, onde teria mantido contacto com as populações índias e gravado a conhecida epígrafe da Pedra de Dighton.

## Biografia
Miguel Corte-Real era filho de João Vaz Corte Real, capitão do donatário na ilha Terceira, nos Açores, e irmão dos navegadores e exploradores Vasco Anes Corte-Real e Gaspar Corte-Real.
O poeta siciliano Giovanni Cataldo Parisio, também conhecido por Cataldo Sículo, que residiu temporariamente em Lisboa em finais do século XV, dedicou a Miguel Corte-Real um poema, incluído na sua colectânea Poemata, publicada em Lisboa no ano de 1502. Por aquele poema se pode deduzir que Miguel Corte-Real terá exercido as funções de porteiro-mor do rei D. Manuel I de Portugal e terá participado numa expedição militar ao norte de África em agosto de 1501.
Em 1500, o irmão de Miguel, Gaspar, chegou à Groenlândia, acreditando ser a Ásia, mas não conseguiu desembarcar. No ano seguinte, em 1501, Gaspar navegou novamente para o oeste, desta vez alcançando o que se acredita ter sido a Terra Nova. Contudo, apenas dois dos três navios da expedição regressaram a Portugal: o terceiro navio, que transportava Gaspar, ficou perdido nas costas americanas. Apesar de não ter participado nas expedições de 1500 e de 1501, Miguel Corte Real investiu somas significativas de dinheiro na sua preparação e, em troca, seu irmão Gaspar prometia ceder-lhe uma parte de quaisquer novas terras que reivindicasse.
Sabe-se que Miguel Corte-Real não participou na expedição capitaneada por seu irmão em 1501, apesar de a ter financiado em troca da partilha das terras que descobrisse, porque naquele ano terá partido, por ordem régia, em auxílio dos venezianos nas suas lutas contra os turcos no Mediterrâneo oriental.
Com o desaparecimento de Gaspar Corte-Real na viagem de exploração à Terra Nova, então conhecida por Terra Nova dos Bacalhaus, seu irmão decidou orgaizar uma expedição de busca. No ano seguinte, em 10 de maio de 1502, Miguel partiu de Lisboa com três navios numa expedição visando encontrar o seu irmão nas costas da Terra Nova dos BAcalhaus. A expedição aparentemente chegou ao local onde o grupo de Gaspar havia fundeado, local onde decidiram que os três navios partiram em direções diferentes para alargar a área investigada. Terminado o perído destinado às buscas, o navio que transportava Miguel Corte Real não compareceu no encontro marcado para uma baía no 20 de agosto. Os outros dois navios fizeram a viagem de regresso a Portugal, enquanto Miguel e o seu navio nunca mais foram vistos.
No ano seguinte, em 1503, o irmão mais velho, Vasco Anes Corte-Real, solicitou autorização para partir em busca dos irmãos desaparecidos, mas o rei, temendo novo desaparecimento, não autorizou a expedição. Contudo, naquele ano dois navios terão partido para o noroeste do Atlântico, mas foram debalde as suas buscas.
A partir de uma leitura epigráfica publicada por Edmund Delabarre em 1912 e em 1928, surgiu a tese de que as inscrições feitas na Pedra de Dighton, no que é hoje o estado norte-americano de Massachusetts, teriam sido feitas por Miguel Corte-Real, o que permitiria concluir que aquele navegador atingira as costas da Nova Inglaterra. Delabarre afirmou que as marcações eram abreviadas em latim, e naquela interpretação da inscrição, os seus defensores vêem a Cruz de Cristo, o escudete português e o seguinte texto em latim:
MIGUEL CORTEREAL v[oluntate] DEI
hic DUX IND[iorum]
1511
cuja tradução para português dirá:
MIGUEL CORTEREAL pela vontade de DEUS
aqui CHEFE dos ÍNDios
1511
Contudo, o historiador norte-americano Samuel Eliot Morison descartou essa evidência no seu livro de 1971, intitulado The European Discovery of America: The Northern Voyages, e estudos mais recentes, por Douglas Hunter, permitem descartar com elevado grau de confiança que a origem das inscrições se deva a Corte-Real.